# 真光寺 (山武市)
真光寺（しんこうじ）は、千葉県山武市松尾町借毛本郷（かしけほんごう）にある天台宗の寺院。遍照山地蔵院真光寺、本尊は地蔵菩薩。

## 概要
延暦8年（789年）蝦夷との戦いに敗れた征東大将軍紀古佐美が、帰途当地で兵糧を得た際、折戸（現在の山武市松尾町折戸）に堂宇を建立したのが始まりとされる。仁和年間（885年-888年）に遍照僧正が遍照山真光寺として開基したといわれ、天台宗上総四本山の一つに数えられていた。鎌倉時代末期に折戸より現在地に移転、その後焼失したが正徳期（1711年-1716年）に再興された。現在の本堂は、文化6年（1809年）に建立したものを、昭和62年（1987年）に改修したものである。
明治32年（1899年）9月天台座主中山玄航が来寺し3日間の説教があった。明治33年（1900年）比叡山延暦寺の直末となる。
本堂正面前庭に対をなして立てられている、「六観音と六地蔵」は、寛文2年（1662年）の造立で、この種の石造物としては極めて古いものであり、山武市の有形文化財である。

## アクセス
- 自動車
  - 首都圏中央連絡自動車道松尾横芝ICから芝山はにわ道、10キロメートル。
- 公共交通機関
  - 成田国際空港第2ターミナルまたはJR総武本線松尾駅から空港シャトルバス、松尾広根下車、徒歩10分。